# 馬自達Etude
馬自達Etude是日本馬自達於1987年至1990年間生產，從第六代323演變而來的三門掀背式轎車。而這款車僅限於日本國內銷售，未曾外銷至海外（除非是貿易商水貨）。值得注意的是，第八、九代馬自達323在南非上市的名稱亦採用Etude，但是車身造型與結構跟這部車截然不同。
1987年 - 元月以第六代323為藍本，發展出這款三門掀背車。動力來源為1.6L直列四缸DOHC B6D型引擎，最大馬力110ps。翌年3月，追加1.5L直列四缸DOHC B5-DE型引擎，最大馬力76ps。雖然1989年2月大改款的第七代323上市，不過這部車依然持續生產至1990年12月止，總生產數目約一萬輛左右。
這款車雖然系出323，具備同樣的性能，但因籠罩在其盛名之下，銷售成績反而不突出。實質上的後繼車種為Eunos Presso和馬自達MX-3（也就是日規Autozam AZ-3）。

## 外部連結
- （日語）Gazoo.com - 1987年 マツダ エチュード